# 外来語の表記
外来語の表記（がいらいごのひょうき）は、1991年（平成3年）2月7日の国語審議会の答申に基づく、同年6月28日の内閣告示第2号。一般の社会生活において、現代の国語（日本語）を書き表すための「外来語の表記」のよりどころを示すもの。

## 内容
前書き・本文・付録から成る。本文には「「外来語の表記」に用いる仮名と符号の表」（第1表・第2表）および「留意事項」（その1・その2）が含まれる。付録は、具体的な単語の例を五十音順に示した「用例集」である。
本文の「「外来語の表記」に用いる仮名と符号の表」は、「第1表」と「第2表」とに分かれる。前者には外来語の表記に「一般的に用いる仮名」が、また後者には「原音や原つづりになるべく近く書き表そうとする場合に用いる仮名」が示される。日常的には「第1表」で賄うことを原則とするが、必要な場合には「第2表」の表記を許容するということである。
第1表には、五十音の仮名とその濁音仮名が含まれる。また、「い段」音に「ャ・ュ・ョ」が付いた拗音および撥音「ン」、促音「ッ」、長音「ー」が含まれる。このほか、頻用される「シェ」「チェ」「ツァ・ツェ・ツォ」「ティ」「ファ・フィ・フェ・フォ」「ジェ」「ディ」「デュ」の仮名が含まれる。
第2表には、「イェ」「ウィ・ウェ・ウォ」「クァ・クィ・クェ・クォ」「ツィ」「トゥ」「グァ」「ドゥ」「ヴァ・ヴィ・ヴ・ヴェ・ヴォ」「テュ」「フュ」「ヴュ」が含まれる。これらは通常、口頭で文字に忠実に発音することが少ない仮名である。
第1表の範囲で表記するか、第2表を含めて表記するかによって、単語の書き表し方が変わる。例えば、英語の「walking」「violin」「fusion」は、「第1表」の範囲で表記すれば「ウオーキング」「バイオリン」「ヒュージョン」であるが、「第2表」の仮名を含めて表記すれば「ウォーキング」「ヴァイオリン」「フュージョン」となる。

## 告示までの経緯
1952年（昭和27年）、第2期国語審議会で成立した表記部会で外来語表記について審議することが決まり、その後、術語部会と合同で審議したが、原語の発音に即した表記を採るべきか、それとも（当時の）国語化した発音をもとにした平易な表記を採るべきかについて議論がくり返された。術語表記合同部会では多数意見に基づき、平易な表記を採ることを原則とする建議案を1954年3月15日の第20回総会に提出したが、総会での審議の結果、報告を「趣意がひろく社会に普及し、一般に実行されることが望ましい」とするにとどまった。建議案への反対があったことは総会の議事録でも確認できる。
外来語の表記について、第20回総会では次の国語審議会でもう一度検討するとしたが、たびたび先送りされ、実際には1986年の第17期国語審議会で、1966年6月13日の文部大臣からの諮問「国語施策の改善の具体策について」において検討すべき問題点として掲げられた事項のうちの「現代かなづかい」に関連する事項として、外来語の表記の問題について審議することとなった。当初、第17期国語審議会の任期内に中間的な案をまとめることを一応の目途としており、外来語表記委員会が設置されたが、具体案をまとめるには至らなかった。
1989年の第18期国語審議会でも引き続き外来語表記委員会が設置され、1990年3月1日の第4回総会で委員会の試案「外来語の表記（案）」を公表することが了承された。公表後、委員会では試案について各方面から寄せられた意見に基づき検討を行った結果、おおむね試案のとおりでよいという結論に達し、1991年2月7日の第7回総会で「外来語の表記」を文部大臣に答申することを決定した。この答申に基づき、同年6月28日に「外来語の表記」が内閣告示された。